# Gabriel Trejo y Paniagua
Gabriel Trejo y Paniagua (Casas de Millán, 1562 – Malaga, 12 febbraio 1630) è stato un cardinale e arcivescovo cattolico spagnolo.

## Biografia
Nacque a Casas de Millán nel 1562.
Papa Paolo V lo elevò al rango di cardinale nel concistoro del 2 dicembre 1615.
Dal giugno 1625 all'aprile 1628, fu arcivescovo di Salerno. In seguito venne destinato alla sede di Malaga.
Morì il 12 febbraio 1630 all'età di 68 anni.

## Successione apostolica
La successione apostolica è:
- Arcivescovo Thomas Walsh (1626)
- Arcivescovo Hugh McCaughwell, O.F.M. (1626)